# العلاقات الإسرائيلية الأيرلندية
العلاقات الإسرائيلية الأيرلندية هي العلاقات الثنائية التي تجمع بين إسرائيل وجمهورية أيرلندا. كانت العلاقات بين البلدين معقدة ومتوترة بشكل عام بسبب مواقفهما المتضاربة بشأن الصراع الإسرائيلي الفلسطيني.

## التاريخ
منذ 25 يناير 1996، لدى أيرلندا سفارة في تل أبيب ولدى إسرائيل سفارة في دبلن، السفير الإسرائيلي في أيرلندا هو دانا إيرليتش، الذي تولى المنصب من ليرون بار ساد في أغسطس 2023، والسفيرة الأيرلندية في إسرائيل هي سونيا ماكغينيس. كلا البلدين عضوان كاملان في الاتحاد من أجل المتوسط.
[[File:Amot_Atrium_02.jpg|تصغير|سفارة أيرلندا، تل أبيب]
[[ملف:Embassy_of_Israel,_Dublin.jpg|تصغير|سفارة إسرائيل، دبلن]
ولم تعترف أيرلندا بإسرائيل إلا في عام 1963، وأقامت الدولتان علاقات دبلوماسية في عام 1975، عندما تم اعتماد سفير أيرلندا في سويسرا لدى إسرائيل. وقبل ذلك، رفضت أيرلندا إقامة علاقات بسبب انتهاكات إسرائيل المزعومة لقرارات الأمم المتحدة. ولكن في عام 1981، أدانت أيرلندا هجوم إسرائيل على مفاعل أوزيراك النووي العراقي. ولم تسمح أيرلندا بفتح سفارة إسرائيلية حتى 20 ديسمبر 1993. وقبل ذلك بأسبوعين، سمحت أيرلندا لزعيم منظمة التحرير الفلسطينية ياسر عرفات بزيارة إسرائيل وافتتاح وفد.
خلال القرن العشرين، قدم كل من الأيرلنديون واليهود لبعضهم البعض الدعم المعنوي لجهود الحرب من أجل الاستقلال ضد البريطانيين، عندما ألهمت تكتيكات القتال الأيرلندية اليهود في قتالهم في فلسطين الانتدابية من أجل الاستقلال وإعلان دولة إسرائيل، على سبيل المثال، طبق إسحاق شامير، المستوحى من مقاتل الجيش الجمهوري الأيرلندي مايكل كولينز، في ليهي السياسة التي تقضي بأن يحمل كل مقاتل سلاحًا معه في جميع الأوقات. كان لقب شامير السري، "مايكل"، (يُنطق [miχaˈʔel]) مستوحى من اسم مايكل كولينز.
في عام 1978، ساهم الجيش الأيرلندي بقوات في لبنان كجزء من قوات حفظ السلام التابعة للأمم المتحدة في جنوب لبنان، والتي كانت مسرحًا لمعارك عنيفة بين القوات الإسرائيلية وميليشياتها بالوكالة والعصابات اللبنانية. من عام 1978 إلى عام 2000، ساهمت أيرلندا بأكثر من 40 ألف جندي في قوات اليونيفيل، وكانت أكبر مشاركة عسكرية للبلاد خارج حدودها. اندلعت التوترات بين البلدين بسبب سوء معاملة القوات الأيرلندية من قبل الجيش الإسرائيلي. طوال الثمانينيات والتسعينيات، اتصلت الحكومة الأيرلندية بانتظام بالإسرائيليين لانتقادهم بسبب معاملتهم لقوات حفظ السلام الأيرلندية. قال وزير الخارجية الأيرلندي بريان لينيهان إن الكثير من تعاطفه مع إسرائيل اختفى عندما رأى كيف عومل الجنود الأيرلنديون. كانت القوات الأيرلندية مشاركًا رئيسيًا في معركة الطيري، حيث صمدت قوات اليونيفيل في وجه هجوم من قبل جيش لبنان الجنوبي، وهي ميليشيا مدعومة من إسرائيل، بعد محاولتها إقامة نقطة تفتيش في الطيري. قُتل جندي أيرلندي في المعركة. وفي أعقاب حرب لبنان عام 2006، نشرت أيرلندا وحدة مكونة من 150 جنديًا لحماية مهندسي الجيش الفنلندي.
في عام 1978، قامت شركة طيران أير لينغس، وهي شركة الطيران الوطنية الأيرلندية، وبدون اتفاق مسبق مع الحكومة الأيرلندية، بتدريب طيارين من القوات الجوية المصرية سراً، في وقت كانت فيه إسرائيل ومصر لا تزالان في محادثات سلام، ولم توقعا معاهدة بعد.
في عام 1987، كان العريف ديرموت ماكلولين من قوات الدفاع الأيرلندية يخدم في لبنان كعضو في قوة الأمم المتحدة المؤقتة في لبنان (اليونيفيل) عندما قُتل بعد إصابته بقذيفة دبابة إسرائيلية. اعتقد الجيش الأيرلندي أن الحادث كان "هجومًا متعمدًا وغير مبرر" من قبل القوات الإسرائيلية، حيث قال وزير الدفاع الأيرلندي بادي أوتول إنه "منزعج وخائب الأمل ومشمئز"، تم استدعاء السفير الإسرائيلي ردًا على ذلك.
وبحسب البرقيات الدبلوماسية المسربة، فإن أيرلندا سعت في أعقاب حرب لبنان عام 2006 إلى "الحد من نقل الأسلحة الأميركية إلى إسرائيل" عبر أراضيها ومطار شانون.
في عام 2010، تم تعيين بواز موداعي سفيرًا لإسرائيل في أيرلندا. وفي نفس العام، طُرد مسؤول بالسفارة الإسرائيلية من أيرلندا بعد أن تبين أن جهاز الاستخبارات الإسرائيلي، الموساد، قد أنشأ ثمانية جوازات سفر أيرلندية مزورة عندما اغتال القيادي بحماس محمود المبحوح. وقال وزير الخارجية الأيرلندي مايكل مارتن إن تصرف إسرائيل "غير مقبول على الإطلاق".
في عام 2012، تم تعيين نوريت تيناري موداي، زوجة السفير بواز موداي، نائبة للسفير. وفي إشارة إلى أن التعيين سوف "يخضع للمراجعة سنويًا"، صرح مصدر في وزارة الخارجية الإسرائيلية بأن تيناري موداي كانت "دبلوماسية محترفة" وكان بإمكانها "تأمين منصب سفيرة كامل بمزاياها الخاصة".
في مارس 2013، قال آلان شاتر، وزير العدل والمساواة والدفاع، أثناء زيارته لإسرائيل، إن "أيرلندا صديقة لإسرائيل. لدينا حكومة في أيرلندا تريد مشاركة أعمق. ولكن لدينا أيضًا حكومة في أيرلندا ملتزمة بعملية السلام". خلال تلك الرحلة، أُعلن أن أيرلندا وإسرائيل ستبدآن مبادرة للعمل معًا بشكل وثيق على الحد من الوفيات على الطرق في كلا البلدين.
في مايو 2014، نشرت رابطة مكافحة التشهير (ADL) "استطلاع ADL Global 100" حول معاداة السامية على مستوى العالم. وقد صنف الاستطلاع أيرلندا على أنها "في المنتصف مقارنة بدول أخرى في أوروبا الغربية" من حيث الإجابات على الأسئلة المتعلقة بالمواقف تجاه إسرائيل واليهود.
في سبتمبر/أيلول 2014، أنقذت قوات حفظ السلام الأيرلندية التابعة للأمم المتحدة في مرتفعات الجولان زملاء فلبينيين كانوا محاصرين من قِبَل متطرفين إسلاميين. وأكدت مصادر رفيعة المستوى أن الجنود الأيرلنديين كانوا "على الأرجح" ليُقتَلوا أو يُؤخذوا رهائن لولا التدخل العسكري للجيش الإسرائيلي، وأن المساعدة من الجيش الإسرائيلي كانت "حاسمة" في نجاح عملية الإنقاذ.
في نوفمبر 2015، أصبحت أليسون كيلي سفيرة أيرلندا لدى إسرائيل، لتحل محل إيمون ماكي. قدمت كيلي أوراق اعتمادها للرئيس الإسرائيلي رؤوفين ريفلين قائلة إن هدفها هو "الاستمرار في العمل على تعزيز وتوسيع التعاون بين بلدينا". وفي عام 2015 أيضًا، أصبح زئيف بوكر سفيرًا لإسرائيل في أيرلندا، حيث قدم أوراق اعتماده لرئيس أيرلندا، مايكل دانييل هيجينز.

### الحرب في غزة (2023)
في 6 أبريل 2024، أعلنت الوكالة الوطنية لإدارة الخزانة الإيرلندية عن سحب استثمارات صندوق الاستثمار الاستراتيجي الأيرلندي من الشركات الإسرائيلية التي لها أنشطة معينة في الأراضي الفلسطينية المحتلة.
وفي 22 مايو 2024، أعلن وزير خارجية إسرائيل، يسرائيل كاتس، استدعاء السفير الإسرائيلي، دانا إيرليتش، في أعقاب إعلان الحكومة الأيرلندية اعترافها بدولة فلسطين في 28 مايو. تم استدعاء سفيرة أيرلندا لدى إسرائيل، سونيا ماكغينيس، إلى جانب سفيري النرويج وإسبانيا، إلى وزارة الخارجية الإسرائيلية للقيام بمسعى دبلوماسي عُرضت عليهم خلاله لقطات من هجمات حماس في 7 أكتوبر 2023. تم تصوير الحدث من قبل وسائل الإعلام الإسرائيلية وبثه على المستوى الوطني. انتقد نائب رئيس الوزراء الأيرلندي، مايكل مارتن، معاملة السفير ووصفها بأنها "خارجة عن القاعدة التي يتم بها معاملة الدبلوماسيين في أي بلد".
في 15 ديسمبر 2024، أعلنت إسرائيل إغلاق سفارتها في دبلن على أثر ما قالت أنه «السياسات المتطرفة المناهضة لإسرائيل التي تنتهجها الحكومة الأيرلندية».

## العلاقات التجارية والسياحية
تعود العلاقات التجارية بين إسرائيل وأيرلندا إلى الأيام الأولى لقيام الدولة الإسرائيلية، في عام 1988، بلغت قيمة الصادرات الإسرائيلية إلى أيرلندا 23.5 مليون دولار، في حين بلغت قيمة الصادرات الأيرلندية إلى إسرائيل 32.8 مليون دولار. وفي عام 2010، اقتربت الواردات الإسرائيلية من أيرلندا من 520 مليون دولار، وبلغت قيمة الصادرات إلى أيرلندا 81 مليون دولار.
شملت الصادرات الإسرائيلية إلى أيرلندا الآلات والإلكترونيات والمطاط والبلاستيك والمواد الكيميائية والمنسوجات والمعدات البصرية/الطبية والأحجار الكريمة والفواكه والخضروات، بينما تشمل الصادرات الأيرلندية إلى إسرائيل الآلات والإلكترونيات والمواد الكيميائية والمنسوجات والمواد الغذائية والمشروبات والمعدات البصرية/الطبية. وقد سهلت اتفاقية ثنائية بشأن الازدواج الضريبي التي تم توقيعها في عام 1995 التعاون الاقتصادي.
في أغسطس 2014 اندلع الجدل عندما أصبح علنيًا أن أيرلندا وافقت على تراخيص تصدير لبضائع عسكرية تصل قيمتها إلى 6.4 مليون يورو ليتم شحنها إلى إسرائيل على مدى السنوات الثلاث السابقة. اشتكت أحزاب المعارضة من أن أنواع المواد المباعة لإسرائيل كانت سرية عن الجمهور الأيرلندي. في حين رفضت الحكومة الأيرلندية إعطاء تفاصيل دقيقة عن نوع المعدات، أظهرت الأرقام المحدثة أن التراخيص العسكرية التي بلغت قيمتها الإجمالية 126.637 يورو تمت الموافقة عليها قبل صراع غزة عام 2014. طالب بادريج ماك لوشلين من حزب شين فين وعضو مجلس الشيوخ عن حزب فيانا فايل أفريل باور بمزيد من الشفافية بشأن موافقات التصدير.

## مقارنة بين البلدين
هذه مقارنة عامة ومرجعية للدولتين:
| وجه المقارنة                                              | إسرائيل                                                             | جمهورية أيرلندا                                       |
| --------------------------------------------------------- | ------------------------------------------------------------------- | ----------------------------------------------------- |
| المساحة (كم2)                                             | 20.77 ألف                                                           | 70.27 ألف                                             |
| عدد السكان (نسمة)                                         | 8.89 مليون                                                          | 4.76 مليون                                            |
| الكثافة السكانية (ن./كم²)                                 | 428.02                                                              | 67.74                                                 |
| العاصمة                                                   | القدس                                                               | دبلن                                                  |
| اللغة الرسمية                                             | اللغة العبرية، اللغة العربية                                        | اللغة الأيرلندية، لغة إنجليزية، الإنجليزية الأيرلندية |
| العملة                                                    | شيكل إسرائيلي جديد، شيكل إسرائيلي قديم، جنيه فلسطيني، جنيه إسرائيلي | جنيه أيرلندي، يورو، عملات اليورو الأيرلندية           |
| الناتج المحلي الإجمالي (بليون دولار)                      | 350.85 مليار                                                        | 333.73 مليار                                          |
| الناتج المحلي الإجمالي (تعادل القوة الشرائية) بليون دولار | 306.51 مليار                                                        | 318.16 مليار                                          |
| الناتج المحلي الإجمالي الاسمي للفرد دولار أمريكي          | 35.73 ألف                                                           | 61.13 ألف                                             |
| الناتج المحلي الإجمالي للفرد دولار أمريكي                 | 36.58 ألف                                                           |                                                       |
| مؤشر التنمية البشرية                                      | 0.899                                                               | 0.916                                                 |
| رمز المكالمات الدولي                                      | +972                                                                | +353                                                  |
| رمز الإنترنت                                              | .il                                                                 | .ie                                                   |
| المنطقة الزمنية                                           | توقيت إسرائيل، Israel Summer Time ‏                                  | 00، ت ع م+01:00، أوروبا/دبلن ‏                         |

## منظمات دولية مشتركة
يشترك البلدان في عضوية مجموعة من المنظمات الدولية، منها:
| علم المنظمة | اسم المنظمة                               | تاريخ انضمام إسرائيل | تاريخ انضمام جمهورية أيرلندا |
| ----------- | ----------------------------------------- | -------------------- | ---------------------------- |
|             | مؤسسة التنمية الدولية                     | 22 ديسمبر 1960       | 22 ديسمبر 1960               |
|             | منظمة التعاون الاقتصادي والتنمية          | 7 سبتمبر 2010        | ?                            |
|             | الأمم المتحدة                             | 11 مايو 1949         | 14 ديسمبر 1955               |
|             | منظمة التجارة العالمية                    | 21 أبريل 1995        | ?                            |
|             | منظمة الشرطة الجنائية الدولية             | ?                    | ?                            |
|             | المركز الدولي لتسوية المنازعات الاستشارية | 22 يوليو 1983        | 7 مايو 1981                  |
|             | الاتحاد الدولي للاتصالات                  | 24 يونيو 1948        | 8 ديسمبر 1923                |
|             | الفريق المعني برصد الأرض                  | ?                    | ?                            |
|             | البنك الدولي للإنشاء والتعمير             | 12 يوليو 1954        | 8 أغسطس 1957                 |
|             | الاتحاد البريدي العالمي                   | ?                    | ?                            |
|             | مؤسسة التمويل الدولية                     | 26 سبتمبر 1956       | 11 سبتمبر 1958               |
|             | وكالة ضمان الاستثمار متعدد الأطراف        | 21 مايو 1992         | 27 أكتوبر 1989               |
|             | يونسكو                                    | 16 سبتمبر 1949       | 3 أكتوبر 1961                |

## وصلات خارجية
- موقع وزارة الخارجية الإسرائيلية